# Bob Fitzsimmons
Robert James "Bob" Fitzsimmons (26. maj 1863 i Helston i Cornwall, England – 22. oktober 1917 i Chicago, USA) var verdensmester i sværvægt i perioden 1897-1899.
Bob Fitzsimmons emigrerede til New Zealand med sin familie som 9-årig. Han begyndte at bokse professionelt omkring 1885 i Australien. Han vandt verdensmesterskabet i mellemvægt i 1891 med en sejr over Nonpareil Jack Dempsey. Den 17. marts 1897 vandt han verdensmesterskabet i sværvægt, da han i minebyen i Carson City, Nevada, besejrede verdensmesteren James J. Corbett på knockout i 14. omgang.
Fitzsimmons tabte titlen i sit første titelforsvar mod James J. Jeffries i 1899 i New York, da han blev slået ud i 11. omgang. I kampen mod Jeffries vejede Fitzsimmons blot 167 engelske pund mod Jeffries' 206 pund. I en returmatch i 1902 blev Fitzsimmons atter slået ud af Jeffries. 
I 1903 vandt Fitzsimmons verdensmesterskabet i letsværvægt med en sejr over George Gardner. 
Fitzsimmons var den første bokser, der vandt verdensmesterskabet i 3 forskellige vægtklasser. Han er den verdensmester i sværvægt, der har vejet mindst. Med en højde på 1,82 m var han dog ikke den laveste. 
Bob Fitzsimmons er optaget i International Boxing Hall of Fame.

## Eksterne links
- Professionel rekordliste Arkiveret 3. oktober 2012 hos  Wayback Machine på Boxrec.com
- Omtale på cyberboxingzone